# Свети Димитър (Здравик)
Вижте пояснителната страница за други значения на Свети Димитър.
„Свети Димитър“ (на гръцки: Αγίου Δημητρίου Οχυρού) е православна църква в зъхненското село Здравик (Дравискос), Гърция, част от Зъхненската и Неврокопска епархия. Заедно с „Преображение Господне“ е една от двете енорийски църкви в селото.
Църквата е изградена в западната част на селото в местността Папазге. Построена е от тракийските бежанци, заселени в Здравик в 1922 година. Църквата е трикорабна базилика без купол. В нея има смятана за чудотворна икона от български зограф.